# Andrzej Duda
Pour les articles homonymes, voir Duda.
Andrzej Duda (/ˈandʐɛj ˈduda/ ), né le 16 mai 1972 à Cracovie, est un homme d'État polonais. Il est président de la République du 6 août 2015 au 6 août 2025.
Juriste de formation, il commence son parcours politique au sein de l'Union pour la liberté (UW), un parti centriste issu des rangs de Solidarność. Il adhère ensuite au parti national-conservateur Droit et justice (PiS).
Après avoir été collaborateur parlementaire, il devient sous-secrétaire d'État au ministère de la Justice dans le gouvernement Kaczyński en 2006. Ayant échoué à se faire élire député à la Diète l'année suivante, il entre à la chancellerie présidentielle de Lech Kaczyński comme sous-secrétaire d'État en 2008.
Après la mort de Lech Kaczyński dans un accident d'avion, il est porte-parole de son frère, Jarosław Kaczyński, pour la campagne présidentielle de 2010, qui est remportée par le libéral Bronisław Komorowski. Il devient député pour la circonscription de Cracovie-II à l'issue des élections parlementaires de 2011.
Alors qu'il s'éloigne de la scène politique nationale dans la foulée de son élection au Parlement européen en 2014, il est désigné candidat du PiS à l'élection présidentielle de 2015. Contre toute attente, il bat Bronisław Komorowski. Sa victoire précède de quelques mois le retour au pouvoir des conservateurs après huit années d'opposition. Briguant un second quinquennat en 2020, il est réélu face au libéral Rafał Trzaskowski.
Son premier mandat est notamment marqué par des réformes controversées de la justice, auxquelles il oppose parfois son veto. Pendant son second mandat, il joue un rôle important pour soutenir les forces ukrainiennes dans le cadre de l'invasion de l'Ukraine par la Russie. En 2023, il entre dans une période de cohabitation avec Donald Tusk. Ne pouvant briguer un troisième mandat, il soutient la candidature du conservateur Karol Nawrocki, qui est élu.

## Jeunesse et formation
Andrzej Duda naît à Cracovie le 16 mai 1972. Il est le fils de Janina Milewska et Jan Tadeusz Duda, tous deux professeurs à l'École des mines et de la métallurgie de Cracovie.
Alors qu'il fréquente le lycée Jan III Sobieski (pl) de Cracovie, Andrzej Duda fait partie du mouvement scout polonais entre 1984 et 1990. Durant ses études supérieures, en 1994, il épouse Agata Kornhauser, fille du poète Julian Kornhauser, également étudiante à l'université Jagellonne. De cette union naît en 1995 une fille, Kinga, ; celle-ci est diplômée en 2019 en droit, dans la même université que ses parents. En 1996, Andrzej Duda sort diplômé de la faculté de droit et d'administration, puis intègre, un an plus tard, le département de procédure administrative.
Parlant anglais, il comprend aussi le russe et l'allemand.

## Ascension politique

### Fidèle des frères Kaczyński

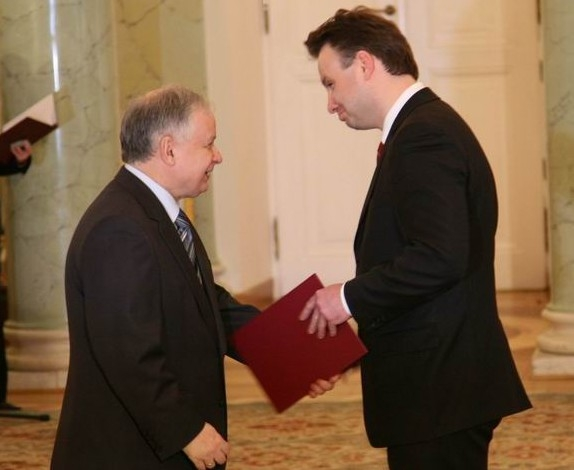
Andrzej Duda (à droite) avec Lech Kaczyński en 2008.

Au début de sa carrière politique, Andrzej Duda est membre de 2000 à 2001 du parti libéral Union pour la liberté.
Andrzej Duda est ensuite, à partir de 2005, un proche de l'ancien président du Conseil des ministres Jarosław Kaczyński. Il a ainsi été sous-secrétaire d'État du ministère de la Justice quand ce dernier dirigeait le gouvernement. Il quitte ce poste après la défaite du PiS aux élections législatives du 21 octobre 2007 pour travailler auprès de Lech Kaczynski, comme sous-secrétaire d'État à la chancellerie présidentielle. Parallèlement, il intègre le tribunal d'État.
Duda participe activement à la campagne du chef du parti Droit et justice (PiS) pour l'élection présidentielle anticipée de 2010 qui fait suite à la mort accidentelle de Lech Kaczyński, frère jumeau de Jarosław et président de la République depuis 2005.
Il se voit élu député à la Diète lors des élections législatives de 2011, totalisant 79 981 votes préférentiels dans la circonscription de Cracovie-II. Il réalise le meilleur résultat du territoire, devant le libéral Jarosław Gowin.
Porte-parole de Droit et justice de novembre 2013 à janvier 2014, il est présenté comme un cadre important du parti conservateur et fait figure de successeur présumé de Kaczyński.
Il entre au Parlement européen à l'issue des élections européennes du 25 mai 2014 avec 97 996 suffrages de préférence dans la circonscription de Cracovie. Il rejoint alors le groupe des Conservateurs et réformistes européens (ECR) et la commission des Affaires juridiques.

### Élection présidentielle de 2015

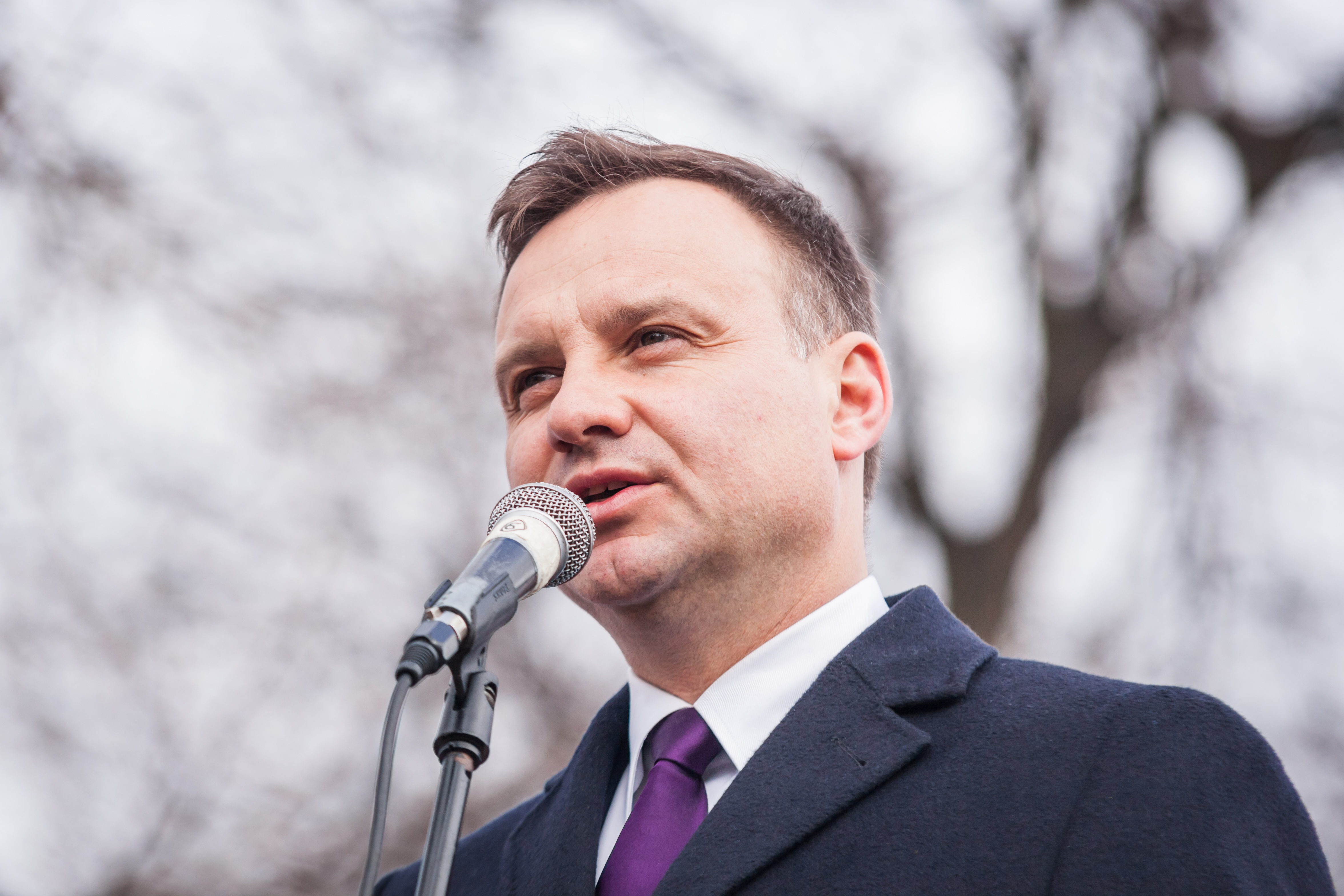
Andrzej Duda durant sa campagne présidentielle, en mars 2015.

En novembre 2014, contrairement à ce qu'il avait précédemment annoncé, Jarosław Kaczyński renonce à briguer une nouvelle fois la présidence de la République, préférant soutenir la candidature d'Andrzej Duda. Ce choix surprend les médias et les spécialistes, compte tenu du manque d’expérience et de notoriété d'Andrzej Duda.
Le candidat de Droit et justice centre sa campagne sur les aspirations sociales du pays, même si la politique sociale dépend du gouvernement et non pas du président. Parmi ses promesses de campagne figurent le gel sous son mandat de l'adoption de l'euro ainsi que l'abaissement de l'âge de départ à la retraite, passant de 67 à 65 ans, comme avant la réforme menée par Donald Tusk,.
Le 10 mai 2015, alors que tous les sondages le donnaient distancé par le président sortant, Bronisław Komorowski, il arrive en tête du premier tour avec 34,8 % des voix, devant le chef de l'État sortant (33,8 %). Deux semaines plus tard, le 24 mai, avec 51,55 % de voix, Andrzej Duda est élu président de la République face à Bronisław Komorowski. Le 25 mai 2015, Duda démissionne de son siège de député européen.

## Président de la République

### Investiture et débuts

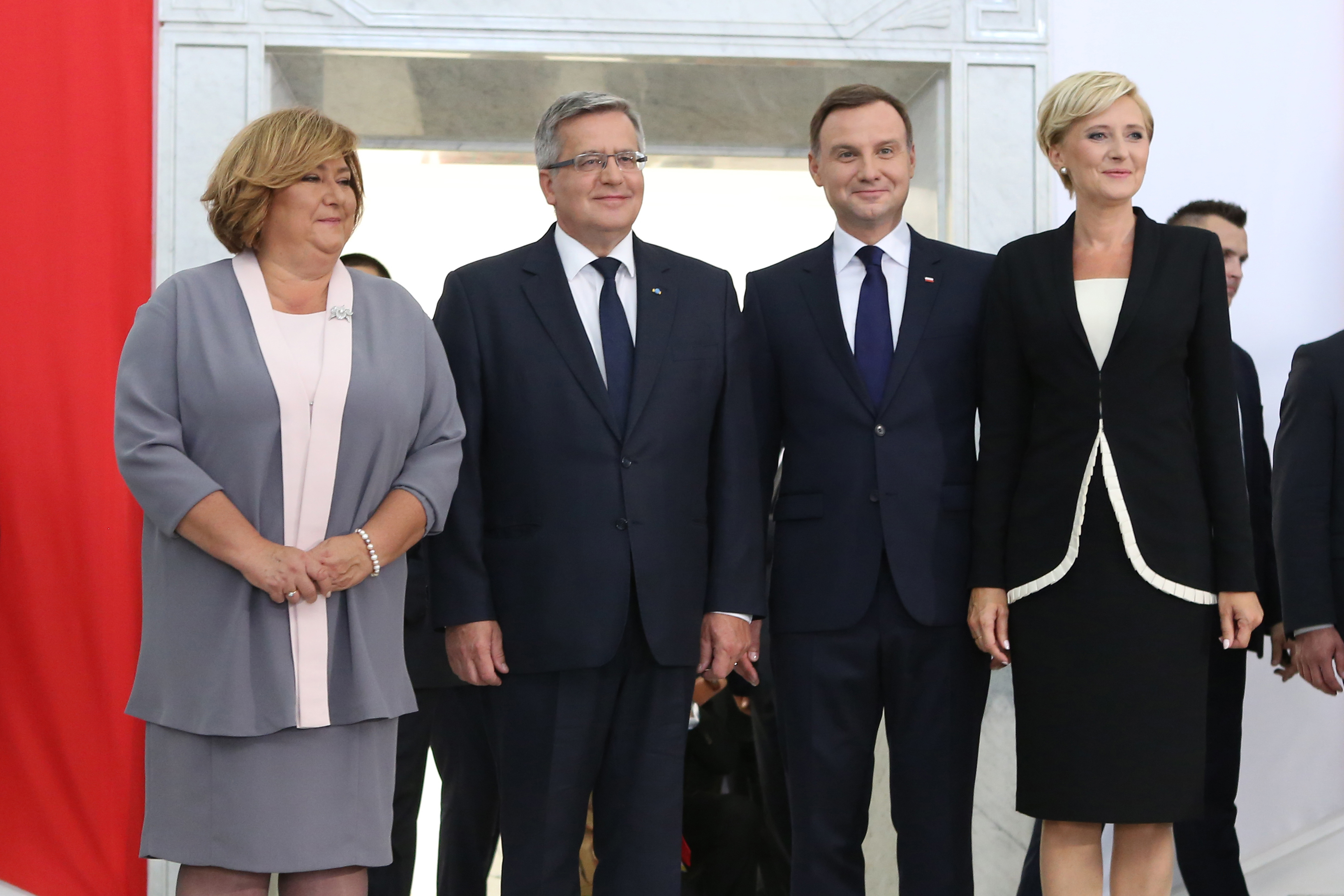
Andrzej Duda, Bronisław Komorowski et leurs épouses, lors de la passation de pouvoir, le 6 août 2015.

Andrzej Duda devient, après sa prestation de serment le 6 août 2015 devant l'Assemblée nationale, le 10e président de la république de Pologne et le sixième président de la IIIe République.
Réputé eurosceptique, comme le PiS, qu'il a quitté avant de prendre ses fonctions, il appelle, dans un discours inaugural, à « soigner la cohésion de l'Union européenne », tout en réclamant que soient davantage pris en compte « les intérêts » du pays. De même, il souligne, dans son discours, le « besoin de garanties supplémentaires » de l'OTAN vis-à-vis de la Pologne, mais aussi de l'Europe centrale et de l'Est, compte tenu de la « situation géopolitique difficile », faisant ici référence à la situation de l'Ukraine, pays frontalier de la Pologne.
Il s'entoure comme plus proches collaborateurs de jeunes députés issus de Droit et justice. Au lendemain de son entrée en fonction, il nomme effectivement Małgorzata Sadurska, 40 ans, chef de la chancellerie, et Adam Kwiatkowski (pl), 42 ans, chef de cabinet.
Son arrivée à la présidence de la République marque le début d'une nouvelle cohabitation entre Droit et justice et le parti Plate-forme civique (PO) de la présidente du Conseil, Ewa Kopacz. Mais cette cohabitation prend fin avec la victoire de Droit et justice aux législatives d'octobre 2015. Lors de la séance inaugurale du 12 novembre 2015, le gouvernement de la présidente du Conseil sortante, Ewa Kopacz, présente sa démission,. Andrzej Duda nomme alors Beata Szydło, issue des rangs du PiS, pour lui succéder à la tête du gouvernement,,,. Le nouveau gouvernement prête serment le 16 novembre suivant,.
Le gouvernement fait voter plusieurs mesures promises par Andrzej Duda durant sa campagne présidentielle, notamment l'abaissement de l'âge légal de la retraite à 65 ans alors que les libéraux l'avait repoussé à 67 ans.

### Réformes de la justice

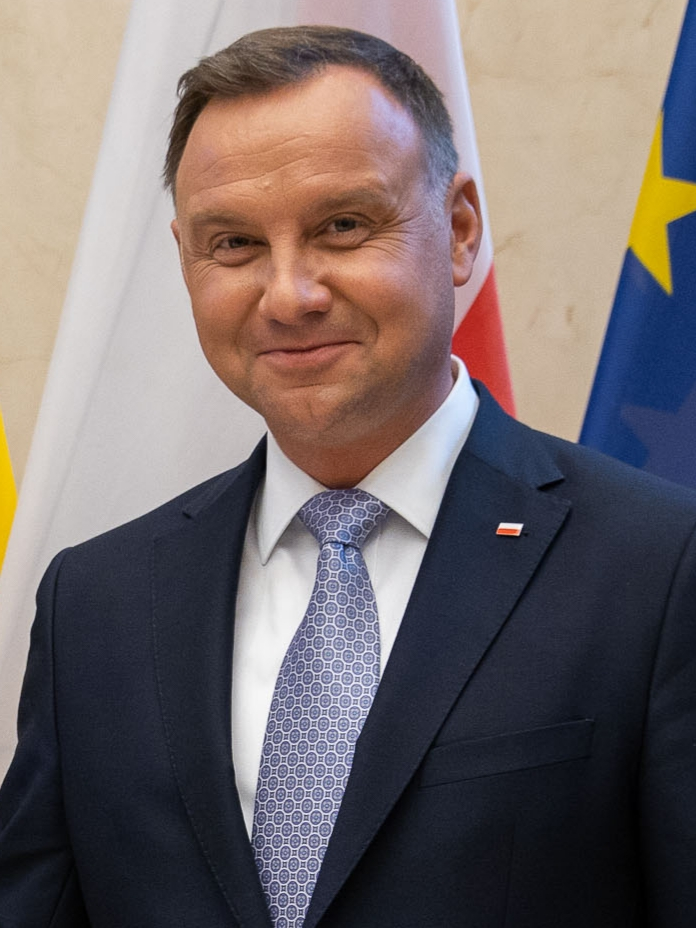
Andrzej Duda en 2019.

En dépit des protestations de la Commission européenne, il signe, en décembre 2015, la loi introduisant la règle de la majorité qualifiée des deux tiers pour les décisions du Tribunal constitutionnel, qui se voit obligé de réunir, pour pouvoir statuer dans les cas de grande importance, 13 de ses 15 juges, au lieu de neuf auparavant.
Lors des débats à la Diète sur le système judiciaire du pays, en juillet 2017, Andrzej Duda use de son droit d’initiative pour obtenir que l'élection des membres du Conseil national de la magistrature se fasse à une majorité qualifiée des trois cinquièmes de la Diète, et non à la majorité simple comme le prévoyait le texte soutenu par le gouvernement.
Après le vote du Parlement, il oppose son veto à deux lois : une sur la Cour suprême et l'autre sur le statut du Conseil national de la magistrature. Il déclare qu'« il n’y a pas en Pologne de tradition juridique et constitutionnelle pour des prérogatives aussi larges du procureur général [qui est aussi le ministre de la Justice] en matière de nomination des juges »,,,. Jusqu'ici présenté comme très dépendant de la majorité conservatrice et notamment de Jarosław Kaczyński, il se voit critiqué par les responsables du PiS, y compris par la présidente du Conseil des ministres, Beata Szydło.
Il ne tient cependant pas compte des appels de l'opposition à un veto sur le troisième texte voté par la majorité prévoyant que les présidents de juridictions ordinaires soient nommés par le ministre de la Justice sans consultation préalable des assemblées générales des juges et, en cas d'avis négatif de ces dernières, du Conseil national de la magistrature. Un accord est trouvé en novembre entre Andrzej Duda et le PiS au sujet des mesures visées par le double veto présidentiel. Le président Duda promulgue les deux lois le 20 décembre 2017, le jour même où, pour la première fois de son histoire, la Commission européenne annonce le recours à l’article 7 du traité sur l'Union européenne à l'égard de la Pologne en raison d'« un risque clair d'une violation grave de l'État de droit » du fait des lois votées depuis le retour des conservateurs au pouvoir,.
Par la suite, Andrzej Duda n’exprime plus de divergences avec le programme de PiS.

### Politique anti-migrants
Une crise frontalière en 2021 entre la Biélorussie et l'Union européenne conduit à la traversée illégale de la frontière polonaise par plusieurs milliers de migrants. En réaction, Bruxelles et Varsovie adopte une politique répressive, repoussant les exilés au canon à eau malgré un froid glacial et pratiquant abondamment le refoulement systématique, immédiat et illégal des personnes qui ont réussi à franchir la frontière. Le gouvernement polonais réprime également les militants associatifs qui les aident. Le 15 août 2022, Andrzej Duda a ainsi qualifié « d'imbéciles et de traîtres les personnes qui sauvent des réfugiés et des migrants ».
La forêt de Białowieża apparaît comme une zone de non-droit où les autorités polonaises agissent au mépris du droit international. Dès le 2 septembre 2021, le président Duda a décrété l'état d'urgence dans la région de Białowieża, permettant d'exclure de la zone journalistes, ONG humanitaires (Médecins sans frontières, Amnesty International...), les Nations unies et Frontex, la police des frontières de l'Union européenne.

Entre novembre 2021 et juin 2022, pour la somme de 340 millions d'euros, un mur anti-migrants en béton, acier et barbelés de 5,5 mètres de haut, doté de capteurs et de détecteurs de mouvement, est érigé dans la forêt de Białowieża sur une longueur d'environ 187 km. Inaugurée le 30 juin 2022 par Mateusz Morawiecki, qui célèbre « une construction infranchissable [...] la meilleure preuve de l'efficacité du PiS en matière de sécurité », cette source de fragmentation écologique et de fragmentation forestière préoccupe les naturalistes et les écologues responsables du Parc national, qui dénoncent notamment une altération de la naturalité du site et un blocage de la circulation Est-Ouest des ours bruns, des loups, des lynx et d'autres espèces.

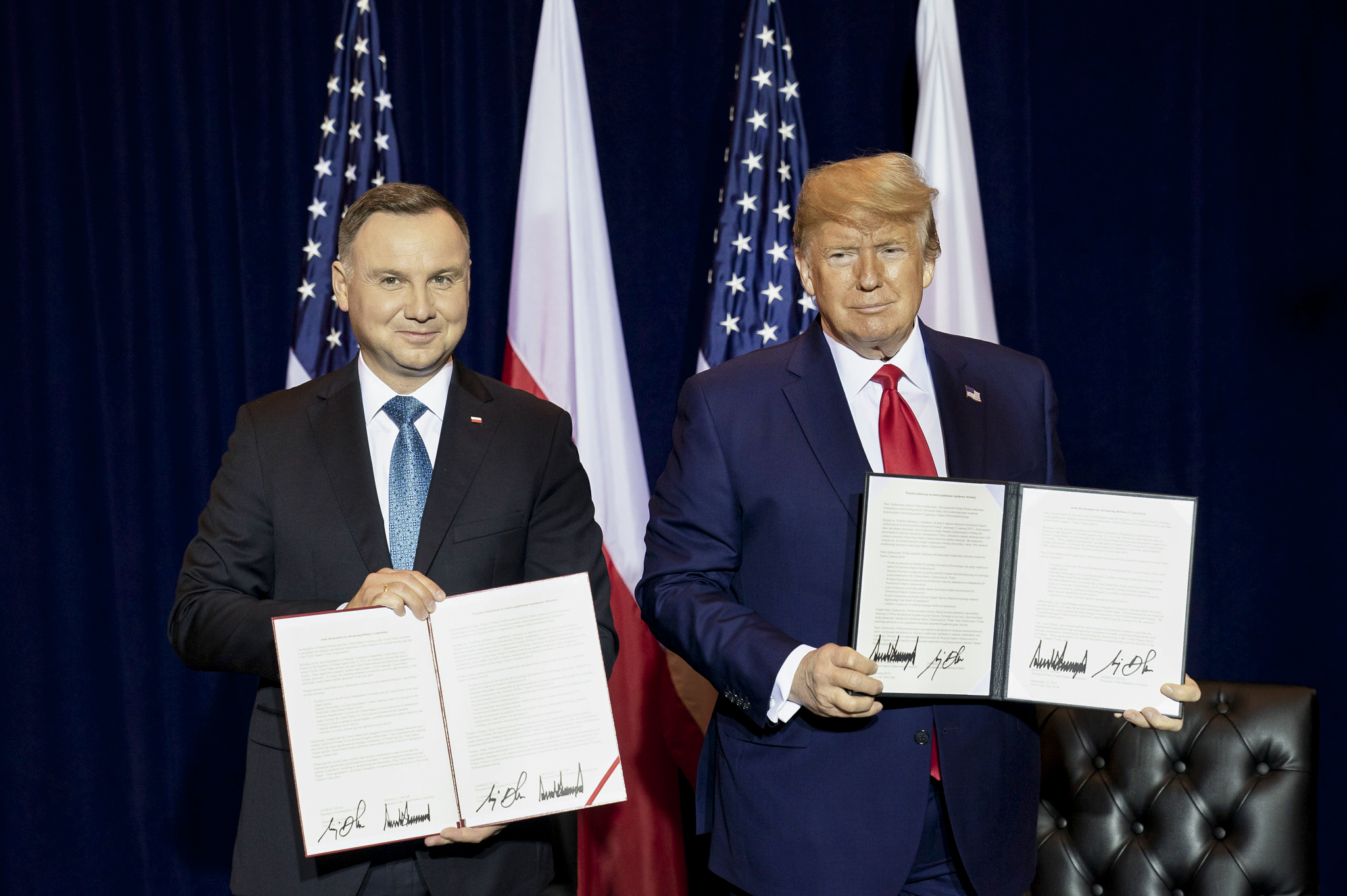
Andrzej Duda et Donald Trump à New-York en septembre 2019.

### Politique étrangère
En pleine guerre du Donbass, il renforce les liens de la Pologne avec l’OTAN.
Résolument atlantiste dans la lignée des vues de Droit et justice, il fait de Donald Trump l’un de ses plus fidèles alliés. Il rencontre ainsi le dirigeant américain plus de fois que ne l’ont fait ses prédécesseurs avec les autres présidents américains. Juste avant le premier tour de l’élection présidentielle polonaise de 2020, alors que Duda est le premier président étranger qu'il reçoit depuis la pandémie de Covid-19, Donald Trump vante publiquement l’action de son homologue,. Cependant, Duda est un temps, à la mi-2018, persona non grata à la Maison-Blanche après qu’il a signé (tout en la renvoyant devant le Tribunal constitutionnel) la loi mémorielle visant à reconnaître la Pologne comme une nation uniquement victime et non pas complice des crimes commis par l'Allemagne sur son territoire et permettant la condamnation de ceux qui évoquent la complicité de l’État polonais dans le génocide des Juifs pendant la Seconde Guerre mondiale,.
À partir de 2022, lors de l'invasion de l'Ukraine par la Russie, il tente de coordonner les efforts occidentaux pour soutenir l'Ukraine.

### Élection présidentielle de 2020

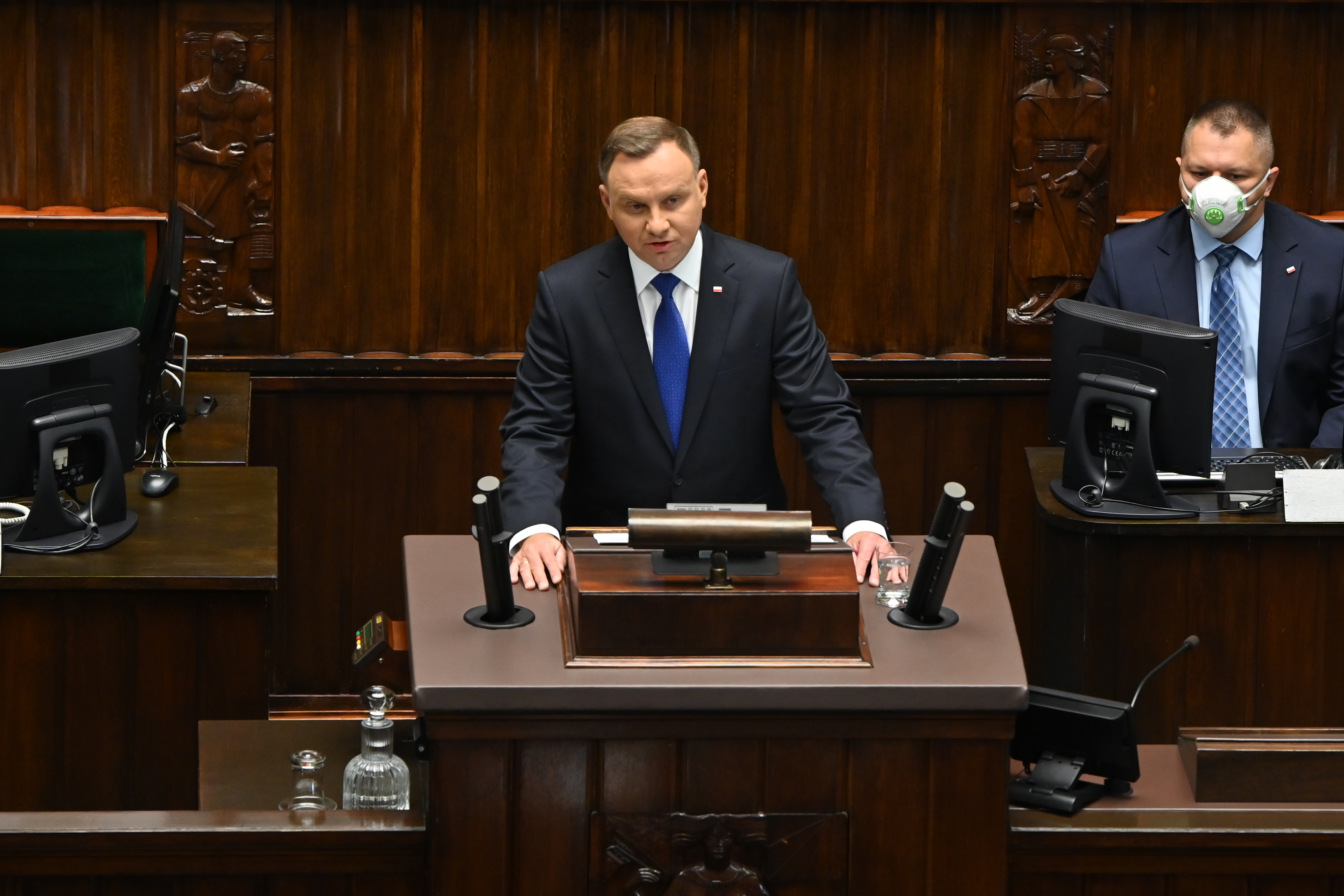
Andrzej Duda à la Diète lors de son investiture pour un second mandat, le 6 août 2020.

Pendant sa présidence, la cote de popularité d’Andrzej Duda dépasse parfois les 70 % et dépasse celle de ses prédécesseurs, avoisinant même les records atteints par Aleksander Kwaśniewski,. Les sondages le donnent longtemps réélu pour un second mandat, mais avec une avance moindre en cas de duel avec l’ancien chef du gouvernement Donald Tusk, régulièrement pressenti pour être le candidat de la Plate-forme civique,,. Après le retrait de ce dernier, qui s’estime trop clivant, le parti libéral désigne Małgorzata Kidawa-Błońska, vice-présidente de la Diète.
L’élection est marquée par la pandémie mondiale de Covid-19. Ainsi, initialement prévu pour le 10 mai 2020, le premier tour est reporté au 28 juin suivant malgré la volonté initiale de Droit et justice de la maintenir à la date prévue afin, selon l’opposition, de bénéficier du fort regain de soutien du chef de l’État, dont la cote de popularité a fortement progressé du fait de sa gestion de la crise sanitaire,.
La campagne repart pleinement au début du mois de juin 2020, alors que Małgorzata Kidawa-Błońska a été remplacée par le maire de Varsovie, Rafał Trzaskowski. Le président sortant, qui voit les intentions de vote en sa faveur diminuer, annonce son souhait de poursuivre sa politique sociale et présente l’« idéologie LGBT » comme une nouvelle forme de communisme,. Au premier tour, qui est marqué par une participation historique de 65 %, il arrive en tête (43,5 %), devant Rafał Trzaskowski (30,5 %). Il remporte le second tour, qui mobilise 68 % des électeurs inscrits, avec 51,1 % des voix. Il est le deuxième président de la Troisième République réélu, après Aleksander Kwaśniewski.
Après validation du résultat de l’élection par la Cour suprême, Andrzej Duda est investi pour un second mandat le 6 août 2020,.

## Distinctions et honneurs
- Grand-croix de l'ordre du Mérite (Portugal)

### Décorations internationales
- Ordre olympique échelon or (Comité international olympique), le 23 juillet 2022[54].